# Constantin Bostan
Constantin Bostan (n. 7 noiembrie 1944) este un scriitor român contemporan, membru al Uniunii Scriitorilor din România.

## Biografie
Constantin Bostan (n. 7 noiembrie 1944, Bodești - județul Neamț; părinți: Ana și Mihai Bostan). Jurnalist, bibliotecar, publicist, editor și istoric literar. Membru în Uniunea Scriitorilor din România - Filiala Iași.
Sudii primare și gimnaziale: Moinești, Bacău, Piatra-Neamț. Studii medii: Colegiul Național „Petru Rareș” Piatra Neamț (1958-1962). Stagiu militar obligatoriu (1962-1964). Studii superioare: Facultatea de limbă și literatură română - Universitatea București (1964-1969).
Activitate jurnalistică: redactor la ziarul „Ceahlăul” Piatra-Neamț (aprilie 1969 - mai 1974); publicist, secretar de redacție și director (part-time): săptâmânalul „Acțiunea” Piatra-Neamț (febr. 1990 - mai 2001). A publicat și caricaturi în: Informația Bucureștiului (1968-1969), Amfiteatru (1968-1969), Ceahlăul, Acțiunea.
Activitate biblioteconomică: bibliotecar (mai 1974 - martie 1990) și director (aprilie 1990 - sept. 2013) al Bibliotecii Județene „G.T. Kirileanu”. Membru (1992 - ) și prim-vicepreședinte (1998-2008) al Asociației Naționale a Bibliotecarilor și Bibliotecilor Publice din România (ANBPR). A inițiat elaborarea și a lucrat (alături de Ioan Onisei, Traian Brad, Dimitrie Poptămaș, Gheorghe Buluță) la redactarea Regulamentului de organizare și fucționare a bibliotecilor publice din România (adoptat: 1998). Reprezentant al ANBPR (alături de Traian Brad, Nicolae Busuioc) în colectivul de redactare a Legii Bibliotecilor din România (promulgată: 2002). A coordonat „Programul național de formare și perfecționare profesională a personalului din bibliotecile publice” (1998-2008). 
Activitate publicistică literară: în principal, colaborări la revistele: Ateneu, Antiteze, Convorbiri literare, Nord Literar. 
Fondator și director executiv al Fundației Culturale „G.T. Kirileanu” Piatra-Neamț (1993 - ).

## Scrieri
- G.T. Kirileanu. Contribuții documentare [în colaborare cu Valentin Ciucă]. Piatra-Neamț, s.n., 1970.
- Ștefan, Ștefan, Domn cel Mare [legende repovestite];  ilustrații: Romeo Voinescu. București, Ed. „Ion Creangă”, 1990. 
- Făcliile Unirii (1859); ilustrații: Romeo Voinescu. București, Ed. „Ion Creangă”, 1990.
- Stephen, Stephen, Greates King. Legends retold; illustrations by Vasile Olac. Bucarest, The Romanian Cultural Institute Publishing House, 2004.
- Ștefan, Ștefan, Domn cel Mare. Legende populare și tradiții istorice repovestite; ed. a III-a, revăzută și întregită; ilustrații: Vasile Olac. Chișinău, Litera International, 2004.
- Cozla. Povestea muntelui cu ape minerale, parc, pârtie, schit și telegondolă. Piatra-Neamț, Acțiunea, 2008.
- Piatra-Neamț și împrejurimi. Parfumul amintirilor, aroma evocărilor. Piatra-Neamț, Acțiunea, 2009.
- G.T. Kirileanu. Un destin, sub semnul lui Creangă și Eminescu, la Palatul Regal. Piatra-Neamț, Acțiunea, 2010.
- Cuza Vodă și făcliile Unirii; ilustrații: Vasile Olac. Iași, Doxologia, 2015.
- Legende din Ceahlău; ilustrații: Sabina Popovici-Hanțu. Iași, Doxologia, 2015.
- De dragoste și de beton. Versuri; ilustrații: Ilinca Ruxandra Pipelea. Iași, Junimea, 2015.
- Trecute vieți de autori și cărți, ziare și reviste. De la romantism la proletcultism. Vol. I, Iași, Timpul, 2015.
- Spiridon Vangheli: destăinutiri din țara lui Guguță [convorbiri cu marele scriitor]. Chișinău, Ed. „Guguță”, 2019.
- G.T. Kirileanu: mărturii epistolare din orizontul „Mamei Bistrița” și al lui „Moș Ceahlău”. Patimile unui ctitor de bibliotecă, Iași, Timpul, 2023.

## Premii
-Premiul de Excelență în Cultură, pentru valorificarea și promovarea operei și memoriei lui G. T. Kirileanu - Gala Culturii nemțene - 2015.
-Premiul de Excelență al revistei „Convorbiri literare” - 2021. 

## Ediții
- G.T. Kirileanu sau viața ca o carte. Mărturii inedite. Ediție îngrijită și Cuvânt-înainte de Constantin Bostan. București, Ed. „Eminescu”, 1985.
- G.T. Kirileanu. Scrieri. Vol. 1, Ediție îngrijită, studiu introductiv, note și indice de Constantin Bostan. București, Minerva, 1989.
- G.T. Kirileanu. Scrieri. Vol. 2, Ediție îngrijită, note, bibliografie și indice de Constantin Bostan. București, Minerva, 1997.
- Ștefan Vodă cel Mare și Sfânt. Istorisiri și cântece populare strânse la un loc de Simion T. Kirileanu, învățător. Ediție îngrijită, prefață, note și bibliografie de Constantin Bostan. Piatra-Neamț, Crigarux, 2004.
- G. T. Kirileanu, Sub trei regi și trei dictaturi. Amintiri, jurnal și epistolar.  Vol. 1: 1872-1916. Ediție îngrijită, cuvânt înainte, note și bibliografie de Constantin Bostan. Piatra-Neamț, Crigarux, 2004.
- Ghidul bibliotecilor publice din România. Redactor coordonator: Constantin Bostan. Piatra-Neamț, Fundația Culturală „G. T. Kirileanu”, 2008.
- Sfântul Voievod Ștefan cel Mare. Cele mai frumoase legende și istorisiri populare din Moldova și Transilvania. Cuprinzând și Tomosul de canonizare a Sfântului Ștefan cel Mare. Ediție, note și indice geografic de Constantin Bostan. Piatra-Neamț, Acțiunea, 2010.
- Gheorghe Iacomi, Cărări în Ceahău. Trasee, legende și toponimie. Ediție îngrijită de Constantin Bostan. Piatra-Neamț, Acțiunea, 2011.
- Traian Cicoare. Oameni, locuri și comori spirituale din ținutul Neamț. Ediție, note și tabel cronologic de Constantin Bostan. Piatra-Neamț, Acțiunea, 2012.
- G.T. Kirileanu. Martor la istoria României, 1872-1960. Jurnal și epistolar. Vol. I-II: 1872-1918. București, RAO, 2013.
- G.T. Kirileanu. Martor la istoria României, 1872-1960. Jurnal și epistolar. Vol. III: 1919-1920. București, RAO, 2015.
- G.T. Kirileanu. Martor la istoria României, 1872-1960. Jurnal și epistolar. Vol. IV: 1921-1922. București, RAO, 2017.
- G.T. Kirileanu. Martor la istoria României, 1872-1960. Jurnal și epistolar. Vol. V: 1923-1927. București, Saeculum I.O. 2019.